# 江宜樺
江 宜樺（こう ぎか、ジアン・イーホア）は、中華民国の政治家（中国国民党）。行政院長（首相）などを歴任。

## 経歴
1983年に台湾大学政治学科を卒業後、政治学修士を取得。1993年にイェール大学（アメリカ合衆国）にて政治学博士を取得。
その後、中央研究院研究員、台湾大学教授などを務めた。
2008年の総統選挙において馬英九候補のマニフェスト作成にかかわり、これを機に政界入りした。2008年5月から行政院研究発展考核委員会主任委員を務め、2009年には内政部長に就任。
2012年には行政院副院長に就任し、2013年2月、陳冲・行政院長の辞任に伴い、行政院長に昇格した。
2014年の台湾学生による立法院占拠においては、院長指示により警察当局の強制排除が行われた。同年11月の中華民国地方選挙で国民党が大敗した責任を取り行政院長の職を辞任する意思を明らかにした。